# Spotřební koš
Spotřební koš je v ekonomii kombinace množství statků. Název je odvozen od nákupního košíku.
V teorii spotřebitele spotřebitel určuje svoje preference pro jednotlivé spotřební koše. Ve zjednodušené formě, která se používá pro analýzu, spotřebitel porovnává spotřební koše tvořené určitým množstvím statku X (např. káva) a určitým množstvím statku Y (např. rohlík).
V makroekonomii je spotřební koš používán pro měření cenové hladiny neboli indexu spotřebitelských cen (CPI), resp. míry inflace. V tomto případě představuje spotřební koš reprezentativní skupinu statků. Takovýto spotřební koš může obsahovat výdaje na bydlení, stravu, kulturu atd.

## Váhy pro spotřební koš
Pro určení inflace a jejího dopadu je nutné sledovat nejen vývoj cen, ale i množství statků, které domácnosti obvykle nakupují a podíl z celkových výdajů na ně.
K sestavení spotřebitelského koše jsou vybráni tzv. cenoví reprezentanti zastupující vždy širší skupinu podobných produktů. Třeba stravovací služby jsou zastoupeny několika pokrmy a nápoji v restauracích, školním a závodním stravováním. Každý z reprezentantů má podle toho, jaký jeho skupina tvoří podíl na celkových výdajích domácnosti, přiřazenou určitou váhu, s níž je zahrnován do výpočtu celkového cenového indexu.
Například vepřové maso má váhu 8,5 ‰, drůbeží maso 9,4 ‰ a souhrnná kategorie maso a masné výrobky, do níž patří i řada dalších produktů, má celkovou váhu 40,6 ‰. Spolu s dalšími výrobky jsou součástí kategorie potraviny, která má váhu 160,1 ‰. Tak můžeme postupovat dále, až získáme celý spotřební koš, v němž součet všech vah jednotlivých položek činí 1 000 ‰.

## Česká republika
To, jak velkou část svých peněz domácnosti utrácejí za jednotlivé druhy zboží a služeb, zjišťuje ČSÚ ze statistiky národních účtů a statistiky rodinných účtů.
Statistika národních účtů sleduje, kolik čeho bylo na českém trhu prodáno ke konečné spotřebě. Základem statistiky rodinných účtů je dotazování v domácnostech, co konkrétně v daném období nakoupily.
Novou metodou jsou tzv. scanner data, tedy údaje z pokladních systémů obchodních řetězců, z nichž je možné zjistit, kolik konkrétního zboží se daný měsíc prodalo.
ČSÚ aktualizuje složení spotřebitelského koše pravidelně každé dva roky.